# 张尕清真寺
张尕清真寺，位于中国青海省循化县白庄乡张尕村，1988年9月15日公布为第五批青海省文物保护单位，2013年3月5日公布为第七批全国重点文物保护单位。